# Данішево (Остроленцький повіт)
Данішево (пол. Daniszewo) — село в Польщі, у гміні Жекунь Остроленцького повіту Мазовецького воєводства.
Населення — 205 осіб (2011).
У 1975-1998 роках село належало до Остроленцького воєводства.

## Демографія
Демографічна структура станом на 31 березня 2011 року:
|          | Загалом | Допрацездатний вік | Працездатний вік | Постпрацездатний вік |
| -------- | ------- | ------------------ | ---------------- | -------------------- |
| Чоловіки | 92      | 15                 | 62               | 15                   |
| Жінки    | 113     | 29                 | 57               | 27                   |
| Разом    | 205     | 44                 | 119              | 42                   |